# Franciscodoras
Franciscodoras is een monotypisch geslacht van straalvinnige vissen uit de familie van de doornmeervallen (Doradidae).

## Soort
- Franciscodoras marmoratus (Lütken, 1874)